# روني روجرز
روني روجرز (بالإنجليزية: Ronnie Rogers)‏ هو مغني ومغن مؤلف أمريكي، ولد في 1959.